# Jan Baptist Weenix

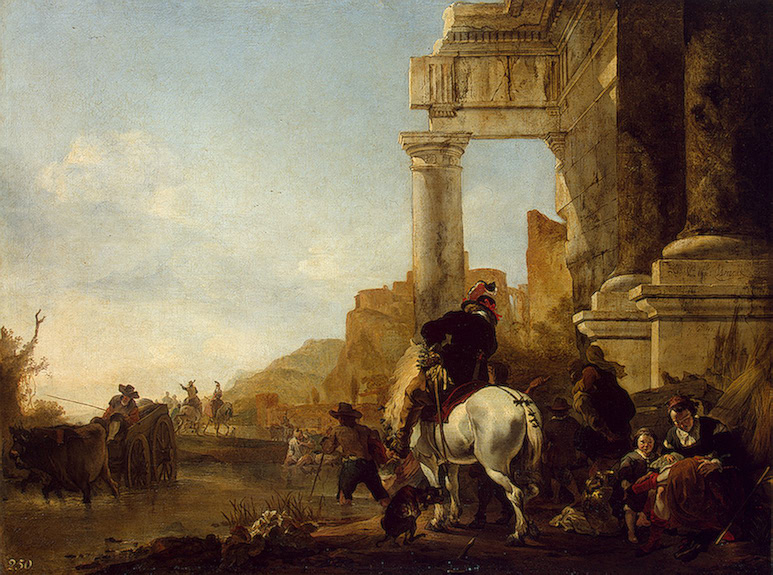
Jan Baptist Weenix: Die Flussdurchquerung

Jan Baptist Weenix (Vornamen auch Giovanni Battista; Nachnamen auch Weenincks, Weenincx, Weeninx) (* 1621 in Amsterdam; † um 1660 in Huis ter Mey, heute Haarzuilens bei Utrecht) war ein niederländischer Maler des Goldenen Zeitalters.

## Leben und Werk
Jan Baptist Weenix kam als Sohn des Architekten Johannes Weenix in Amsterdam zur Welt. Er hatte drei Schwestern, von denen die jüngste, Lijsbeth, den Maler Barent Micker (1615–87) heiratete. Dessen Bruder, der Maler Jan Micker (1598–1664), war in Amsterdam möglicherweise der erste Lehrer von Jan Baptist Weenix. Belegt ist seine Ausbildung bei Abraham Bloemaert in Utrecht und später bei Claes Cornelisz. Moeyaert in Amsterdam.
Jan Baptist Weenix heiratete 1639 Justina de Hondecoeter, Tochter des Landschaftsmalers Gillis Claesz. de Hondecoeter. Justinas Brüder Gijsbert Gillisz. de Hondecoeter (1604–1653) und Niclaes Gillisz. de Hondecoeter (1607–1642) waren ebenfalls Landschaftsmaler. Gijsbert Gillisz. Sohn Melchior de Hondecoeter war später ebenso ein Schüler von Jan Baptist Weenix wie sein eigener Sohn Jan Weenix.
Von 1642 bis 1647 hielt sich Jan Baptist Weenix in Rom auf. Hier wurde er Mitglied der Bentveughels, einer Gemeinschaft niederländischer und flämischer Maler. Jan Baptist Weenix nannte sich selbst in Italien Giovanni Battista Weenix, erhielt jedoch aufgrund seines krankheitsbedingten Sprachfehlers von seinen Malerkollegen den Spitznamen Klapper. Zu seinen Auftraggebern in Rom gehörte unter anderen Papst Innozenz X. Nach seiner Rückkehr in die Niederlande wurde er 1649 Mitglied der Lukasgilde in Utrecht. Er spezialisierte sich fortan auf italienische Landschaften mit Volksszenen, Ansichten der Campagna mit Ruinen, sowie auf Stadt- und Hafenansichten. Darüber hinaus entstanden aber auch einige Porträts und Jagdstillleben. Jan Baptist Weenix starb um 1660 auf der heute nicht mehr bestehenden Wasserburg Huis ter Mey in der Nähe von Utrecht.

## Werke in öffentlichen Sammlungen
- Jäger bei den Ruinen, 1648, The Cleveland Museum of Art, Cleveland
- Schäfer mit Herde zwischen antiken Ruinen, The Ulster Museum, Belfast
- Landschaft mit einer Furt, Regionalgalerie Liberec
- Mediterrane Hafenszene, 1652, National Gallery of Victoria, Melbourne
- Ruhe auf der Flucht nach Ägypten, 1647–50, Philadelphia Museum of Art, Philadelphia
- Küstenszene mit antiken Ruinen, 1649, The Wallace Collection, London
- Aufbruch einer orientalischen Armee, um 1660, Louvre, Paris
- Seestück, Polnisches Marinemuseum, Danzig
- Porträt eines kleinen Mädchens als Hirtin, um 1650, Musée de Picardie, Amiens
- Die Flussdurchquerung, 1647, Eremitage, St. Petersburg
- Stillleben mit totem Schwan, um 1651, The Detroit Institute of Arts, Detroit
- Antike Ruinen, Szépművészeti Múzeum, Budapest
- Totes Rebhuhn, 1650–1652, Mauritshuis, Den Haag
- Johan van Twist besucht Visiapoer, um 1650, Rijksmuseum, Amsterdam
- Porträt René Descartes, 1647–1649, Centraal Museum, Utrecht

## Galerie

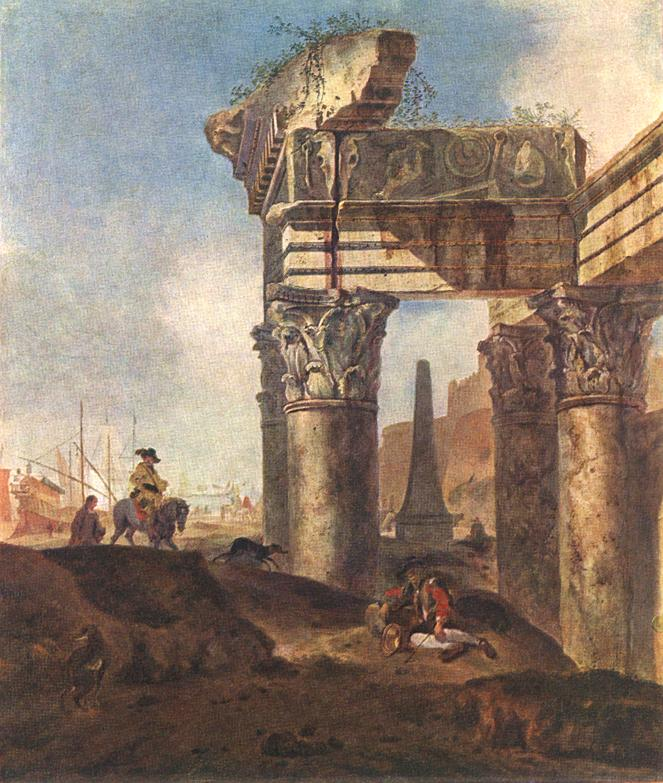
Antike Ruinen
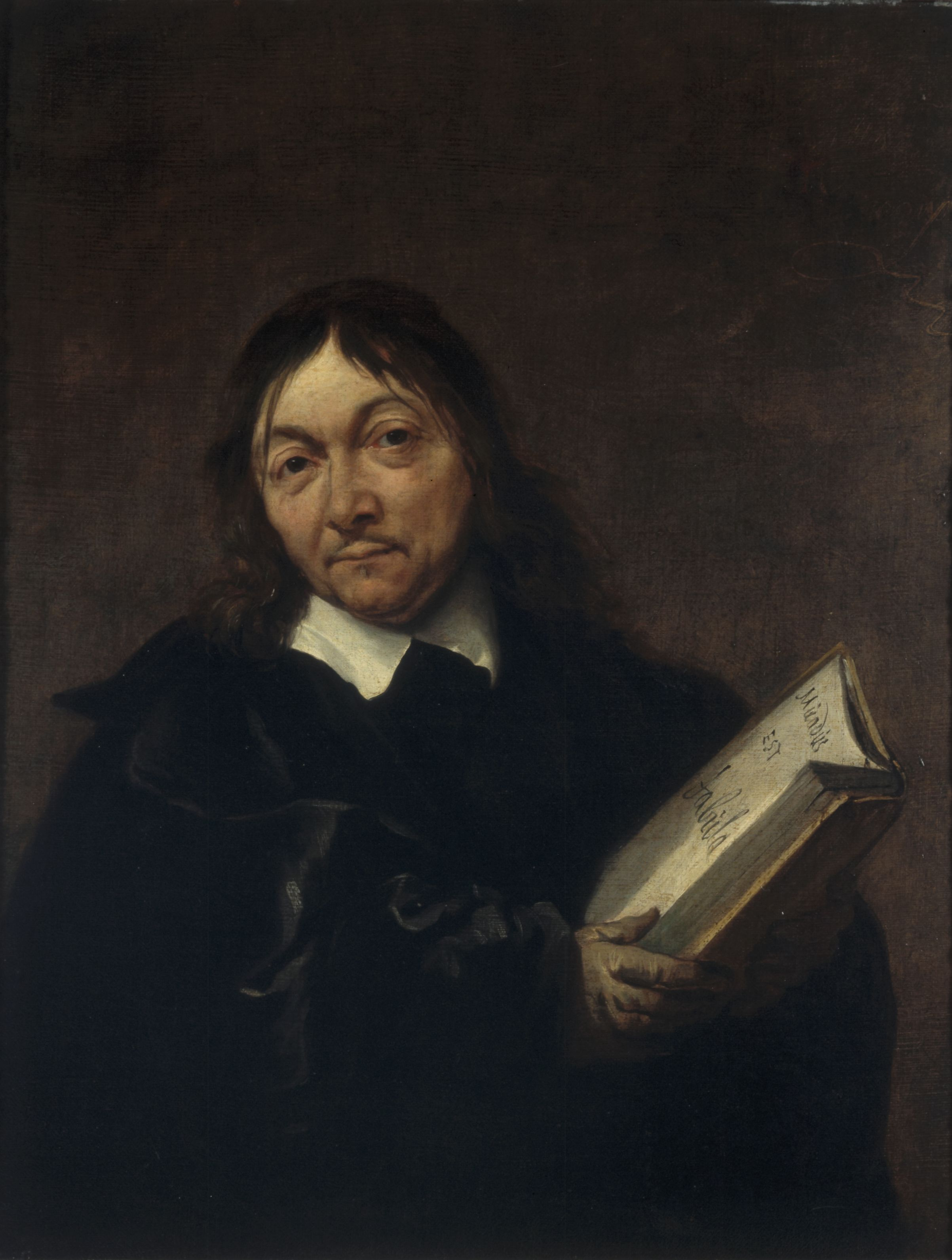
Porträt René Descartes
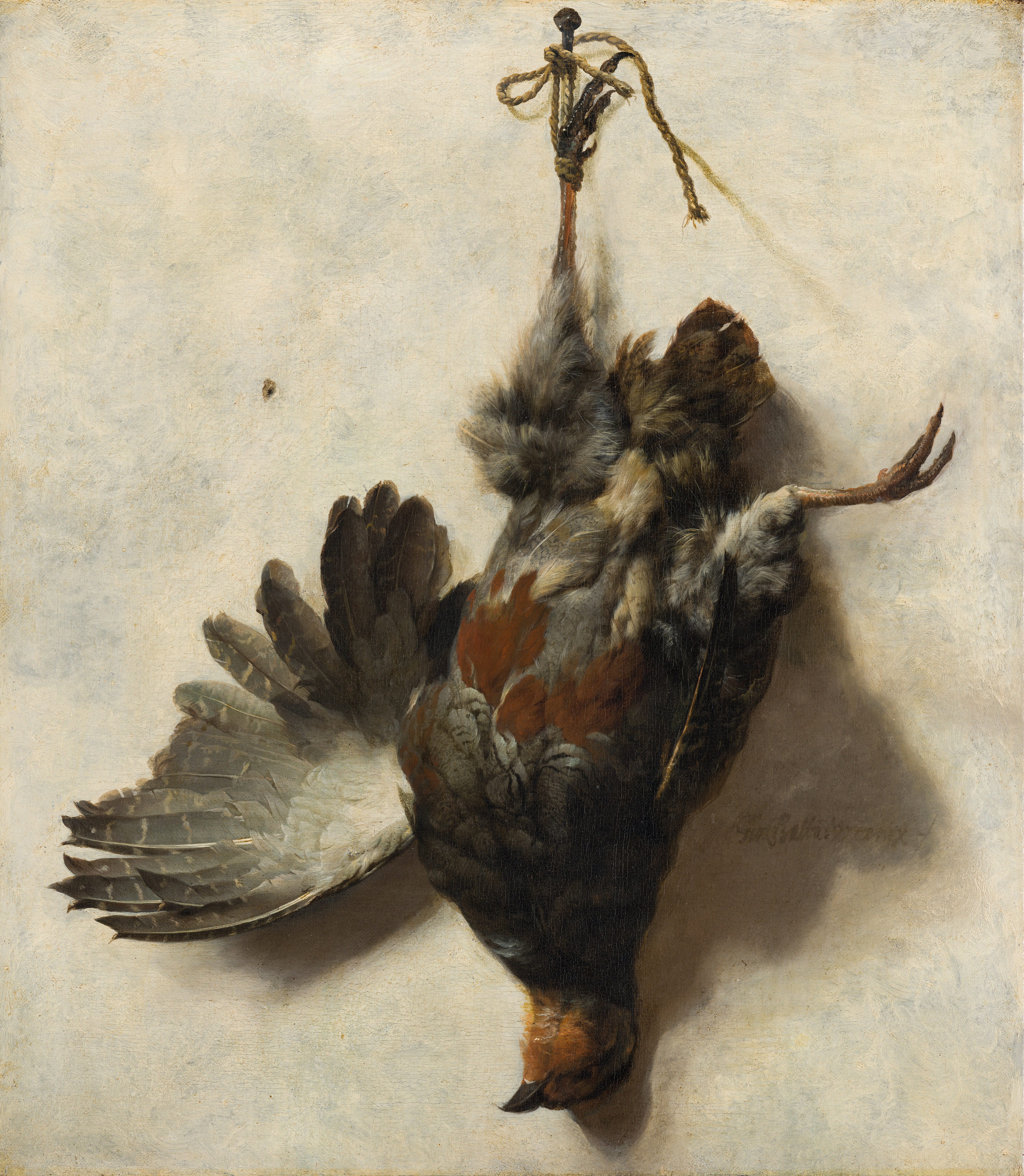
Totes Rebhuhn
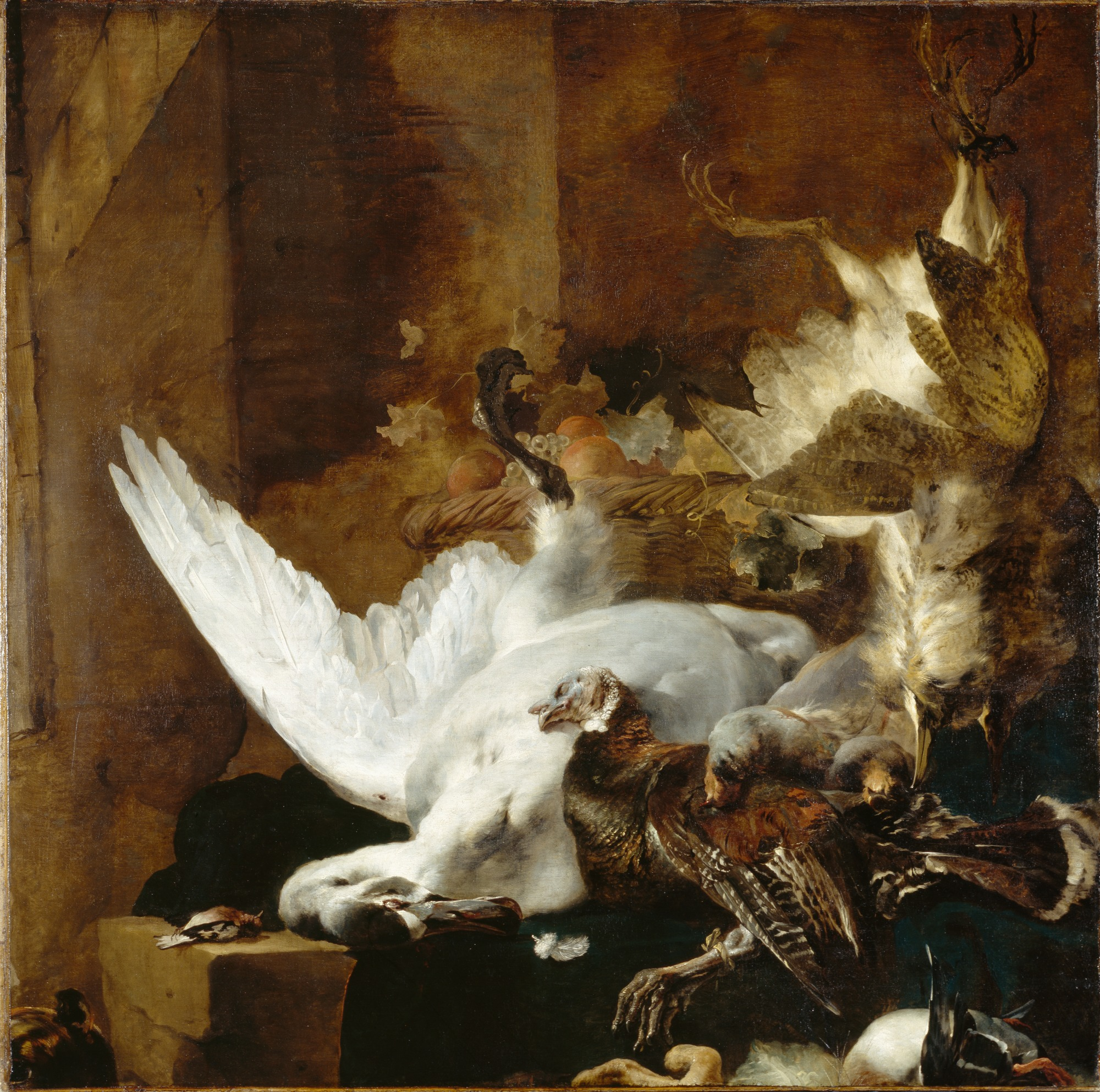
Stillleben mit totem Schwan